# 禁忌魔術
《禁忌的魔術》是日本作家東野圭吾的短篇推理小說集，也是「伽利略系列」的第八本小說。2012年10月13日由文藝春秋發行單行本。
本作是系列作中首次全篇都是新作的故事。作者透露曾經打算將前作《虛像小丑》作為短篇系列的最後一作，而本作更像是在小說之神的捉弄下而誕生的作品。開始曾考慮跟往常一樣，在《虛像小丑》中收錄五篇短篇，但在希望描寫湯川和草薙的積極人生和生活的想法下，構思如泉般湧出，結果在《虛像小丑》的四篇短篇寫就後另外還創作了四篇短篇，因為合計使用超過一千張原稿紙的關係，本作於是和《虛像小丑》分成兩本發行。
《透視》一篇是在「湯川在被擁有透視能力的女招待展示其力量之後會做出怎樣的反應呢」的構思下，讓湯川挑戰與殺人事件無關的謎團的想法而寫就的。之後的《曲球》裡，湯川在解決殺人事件之外為了幫助他人而活用科學知識，《念波》裡描寫了湯川使用了與至今事件不同的解答方式。最後的《猛射》裡，在「如果有人因自己的過失而有可能成為殺人犯的話，湯川會怎麼辦呢」的構思下，描寫了面對即將染指犯罪的得意門生，湯川採取了意外的行動。

## 故事簡介
關於湯川學、草薙俊平、內海薰，等人物請參看「伽利略系列－登場人物」。

### 第一章
- 副標題：透視（透視す）

### 第二章
- 副標題：曲球（曲球る）

### 第三章
- 副標題：念波（念波）

### 第四章·
- 副標題：猛射（猛射つ）

## 出版書籍
| 出版社         | 出版日期       | 格式   | 頁數  | ISBN                   | 譯者   |
| -------------- | -------------- | ------ | ----- | ---------------------- | ------ |
| 文藝春秋       | 2012年10月13日 | 單行本 | 327頁 | ISBN 978-4-16-381690-6 | 不適用 |
| 上海譯文出版社 | 2014年1月      | 平裝書 | 272頁 | ISBN 978-753-276431-0  | 葉娉   |
| 文藝春秋       | 2015年6月10日  | 文庫本 | 294頁 | ISBN 978-4-16-790377-0 | 不適用 |
| 皇冠出版社     | 2018年7月      | 平裝書 | 288頁 | ISBN 9789573333906     | 王蘊潔 |

## 書籍評價
- 2012年 「週刊文春推理小說 Best 10」　第8名

## 電視劇
《破案天才伽利略：禁斷的魔術》特別篇由日本富士電視台製作、福山雅治主演，於2022年9月17日播出。

### 主演
- 湯川學：福山雅治
- 牧村朋佳：新木優子
- 太田川稔：澤部佑
- 古芝伸吾：村上虹郎
- 倉坂由里奈：森七菜
- 並木夏美：出口夏希
- 古芝秋穂：朝倉禮生
- 長岡修：平原テツ
- 鵜飼和郎：中村雅俊（特別出演）
- 大賀仁策：鈴木浩介
- 栗林宏美：渡边一计
- 草薙俊平：北村一輝

### 製作人員
- 原作：東野圭吾『禁断の魔術』（文春文庫刊）
- 劇本：岡田道尚
- 配樂：福山雅治、菅野祐悟
- 製作人：鈴木吉弘
- 編成製作人：宋ハナ、古郡真也（FILM）
- 導演：三橋利行（FILM）
- 協力：FILM
- 製作：富士電視台